# Bordertown (série télévisée finlandaise)
Pour les articles homonymes, voir Bordertown.
Bordertown  (Sorjonen en finnois) est une série télévisée finlandaise créée par Miikko Oikkonen et diffusée entre le 16 octobre et 25 décembre 2016 sur Yle. Elle s'inscrit dans le genre du nordic noir.
En France elle est diffusée sur Polar+ depuis le 27 septembre 2017

## Synopsis
L'inspecteur-détective Kari Sorjonen (Ville Virtanen) est l'un des officiers les plus respectés du Bureau National d'Investigation en Finlande. Lorsque son épouse survit à un cancer du cerveau, il décide d'emmener sa famille dans la ville de Lappeenranta, près de la frontière russe, pour mener une vie retirée et tranquille. Mais la vie n'est pas si paisible que cela à la frontière de deux mondes. Entre les meurtres, les viols, les enlèvements, la prostitution, le trafic de drogue et les combats de chiens, Kari Sorjonen doit résoudre de nombreux crimes.

## Fiche technique
- Titre original : Sorjonen
- Titre anglophone : Bordertown
- Création : Miikko Oikkonen
- Réalisation : Juuso Syrjä[2], Jyri Kähönen, Miikko Oikkonen
- Production :
  - Production exécutive :
- Société de production :
- Pays d'origine :  Finlande
- Langues originales : finnois

## Distribution
- Ville Virtanen (VFB : Philippe Résimont) :  Kari Sorjonen
- Matleena Kuusniemi : Pauliina Sorjonen
- Anu Sinisalo : Lena Jaakkola
- Niina Nurminen (VFB : Carole Baillien) : Johanna Metso
- Niko Uusitalo (VFB : Nicolas Matthys) : Ilkka Villi
- Robert Degerman (VFB : Laurent Vernin) : Janne Virtanen
- Max Bremer (VFB : Franck Dacquin) : Hannu-Pekka Lund

Version francophone
- Société de doublage : Chinkel - Belgique
- Directeur artistique : Aurélien Ringelheim
- Adaptation : Xavier Hussenet

## Épisodes

### Première saison (2016)
1. La maison de poupée - 1re partie (Nukkekoti Osa 1)
2. La maison de poupée - 2e partie (Nukkekoti Osa 2)
3. La maison de poupée - 3e partie (Nukkekoti Osa 3)
4. Dragonflies - 1re partie (Sudenkorennot Osa 1)
5. Dragonflies - 2e partie (Sudenkorennot Osa 2)
6. La fureur - 1re partie  (Raivotar Osa 1)
7. La fureur - 2e partie  (Raivotar Osa 2)
8. La dame du lac - 1re partie  (Nainen Järvessä Osa 1)
9. La dame du lac - 2e partie (Nainen Järvessä Osa 2)
10. La dernière manche - 1re partie  (Loppupeli Osa 1)
11. La dernière manche - 2e partie (Loppupeli Osa 2)

### Deuxième saison (2018)
1. Exercices mnémotechniques - 1re partie (Viiden sormen harjoitus, osa 1)
2. Exercices mnémotechniques - 2e partie (Viiden sormen harjoitus, osa 2)
3. Le sacre du printemps - 1re partie (Kevätuhri, osa 1)
4. Le sacre du printemps - 2e partie (Kevätuhri, osa 2)
5. Le jeu de la ficelle - 1re partie (Kissan kehto , osa 1)
6. Le jeu de la ficelle - 2e partie (Kissan kehto , osa 2)
7. La servante de sang - 1re partie (Verenneito, osa 1)
8. La servante de sang - 2e partie (Verenneito, osa 2)
9. Sans une ombre - 1re partie (Varjoa vailla, osa 1)
10. Sans une ombre - 2e partie (Varjoa vailla, osa 2)

### Troisième saison (2019)
1. La tâche (Ihmisen tahra)
2. La bête humaine - 1ère partie (Ihmispeto 1/2)
3. La bête humaine - 2ème partie (Ihmispeto 2/2)
4. Amants et fils - 1ère partie (Poikia ja rakastajia 1/3)
5. Amants et fils - 2ème partie (Poikia ja rakastajia 2/3)
6. Amants et fils - 3ème partie (Poikia ja rakastajia 3/3)
7. La femme dans le miroir - 1ère partie (Nainen peilissä 1/2)
8. La femme dans le miroir - 2ème partie (Nainen peilissä 2/2)
9. Le joueur d'échecs - 1ère partie (Shakkitarina 1/2)
10. Le joueur d'échecs - 2ème partie (Shakkitarina 2/2)